# Hipparchia maroccana
Hipparchia maroccana är en fjärilsart som beskrevs av Charles Oberthür 1920. Hipparchia maroccana ingår i släktet Hipparchia och familjen praktfjärilar. Inga underarter finns listade i Catalogue of Life.